# 285 v. Chr.
Portal Geschichte | Portal Biografien | Aktuelle Ereignisse | Jahreskalender | Tagesartikel

◄ |
4. Jahrhundert v. Chr. |
3. Jahrhundert v. Chr. |
2. Jahrhundert v. Chr. |
►

◄ | 300er v. Chr. | 290er v. Chr. | 280er v. Chr. | 270er v. Chr. |
260er v. Chr. |
►

◄◄ | ◄ | 288 v. Chr. | 287 v. Chr. | 286 v. Chr. | 285 v. Chr. |
284 v. Chr. |
283 v. Chr. |
282 v. Chr. |
► |
►►
Staatsoberhäupter

## Ereignisse

### Diadochenreiche
- Ptolemaios I. Soter, König von Ägypten, dankt zugunsten seines Sohnes und Mitkönigs Ptolemaios II. Philadelphos ab. Dieser heiratet Arsinoë I., eine Tochter des thrakischen Königs Lysimachos. Ptolemaios’ II. älterer Bruder, Ptolemaios Keraunos, flieht aus Ägypten zu Lysimachos.
- Lysimachos vertreibt Pyrrhos I. aus Makedonien und macht sich dort zum alleinigen Herrscher.

### Westliches Mittelmeer
- Appius Claudius Caecus wird von den Römern erneut zum dictator berufen.
- Die keltischen Senonen überqueren den Apennin; bei Arezzo besiegen sie ein römisches Heer unter Lucius Caecilius Metellus Denter. Beginn des bis 282 v. Chr. dauernden römisch-keltischen Krieges.
- Rom schließt ein Bündnis mit Thurioi, das von den Lukanern und Bruttiern bedrängt wird. Daraufhin nähern sich Lukaner und Bruttier der antirömischen Partei bei den Samniten und in Tarent an.

## Gestorben
- um 285 v. Chr.: Dikaiarchos, griechischer Universalgelehrter